# آی‌آرجی‌سی فجر
آی‌آرجی‌سی فجر یک هواگرد سبک بود که برای نخستین بار در سال ۱۹۸۸ در ایران به پرواز درآمد و برای کاربردهای نظامی عمومی از جمله آموزشی، ارتباطی و شناسایی در نظر گرفته شده بود. ادعا می‌شد که این هواگرد، که از ساختار تمام کامپوزیتی بهره‌مند بود، نخستین هواگردی است که در ایران طراحی و ساخته شده است، اگرچه غربی‌ها این‌طور حدس می‌زدند که ممکن است این هواگرد صرفاً یک طرح خانگی از لنس‌ایر باشد که در ایران ساخته شده است.